# Ivan Hel
Ivan Andrijovyč Hel, ukrajinsky Іван Андрійович Гел (17. července 1937, Klicko, Lvovské vojvodství – 16. března 2011, Lvov) byl ukrajinský a sovětský obránce lidských a náboženských práv, disident, politik, spisovatel a duchovní. Byl jedním ze zakladatelů Ukrajinské helsinské skupiny. Celkem strávil ve vězení 16 let, a dalších 5 let ve vyhnanství.

## Život
Otec Ivana Hela byl voják Ukrajinské haličské armády v Polsko-ukrajinské válce 1918-1919. Poté byl vedoucí "Prosvity" v obci, byl vedoucím kolchozu, přičemž spolupracoval s podzemím OUN (byl staničním důstojníkem a spojkou okresního vedoucího Služby bezpečnosti OUN), za což byl v roce 1950 zatčen a odsouzen na 10 let v pracovním lágru. Jeho matka pocházela ze starobylé ukrajinské intelektuální rodiny Teršakovců, která měla dlouhou a hlubokou tradici účasti na veřejném životě Haliče a národněosvobozeneckém boji: Mychajlo Teršakovec - významný literární kritik 20. století, zemřel v USA; Hryn Teršakovec - velvyslanec v Haliči a později člen polského Sejmu v letech 1928-1939, první vězeň bolševického režimu. Zatčen 25. září 1939 a 3. října poslán na Kolymu. Podruhé byl zatčen koncem října 1948. Ve vězení si odseděl celkem 16 let. Oleksandr Teršakovec byl profesorem v teologickém semináři v Przemyślu. Hrynův syn Zinovij Teršakovec byl advokát a jeden z hlavních vůdců OUN, velitel vojenského okruhu "Bug", zahynul v boji během zvláštní operace MGB 4. listopadu 1948, dožil se pouhých 35 let. Sestry jeho matky - Agneta a Damiana byly jeptišky O.S.B.M. (Řád svatého Basila Velikého).
Ivan Hel byl vyloučen z 10. třídy gymnázia v Komarne, když roku 1952 veřejně odmítl vstoupit do Komsomolu. Maturoval roku 1954 na večerní škole v Sambiru. Poté, co jeho dokumenty pro přijetí na Lvovskou univerzitu komise odmítla převzít, pracoval jako mechanik ve Lvovském závodě vysokozdvižných vozíků. V letech 1956-1959 sloužil v armádě. Po demobilizaci se neúspěšně pokoušel nastoupit na právnickou fakultu Lvovské univerzity a roku 1960 na oddělení historické fakulty Lvovské státní univerzity. Bez doporučení okresního výboru Komsomolu byl odmítnut, ale z vůle rektora Jevhena Lazarenka byl v náhradním termínu zapsán na neakademickou katedru přírodovědecké fakulty s právem přestoupit na jinou katedru kterékoli fakulty po prvním zasedání nebo po ukončení studia, složí-li zkoušky s vyznamenáním. Ve 2. ročníku přešel na večerní studium a pracoval jako zámečník ve Lvovském elektrovakuovém závodě.
Počátkem 60. let začal Hel aktivně organizovat přetiskování poezie V. Symonenka, L. Kostenko, M. Vingranovského. Po seznámení s Mychajlem Horynem začal produkovat a distribuovat samizdatové články Jevhena Proňuka "Stav a úkoly ukrajinského osvobozeneckého hnutí", knihy "Co je pokrok" Ivana Franka (kritika marxismu), "Závěr o právech Ukrajiny", "Ukrajina a ukrajinská politika Moskvy" Myroslava Prokopa, "Za hranicemi možného"; knihy přicházející ze Západu - "Závěr o právech Ukrajiny", "O procesu s Pogružalským " atd. Tištěný samizdat distribuoval prostřednictvím Lubomyra Popadjuka a P. Procyka na univerzitě.
24. srpna 1965 byl jako student 6. ročníku Lvovské univerzity zatčen a pro šíření samizdatu odsouzen ke třem letům v pracovním táboře se zpřísněným režimem. Trest si odpykal v Doubravlaze v Mordovii, odkud napsal protestní dopisy sovětským představitelům na obranu ukrajinské řeckokatolické církve a s požadavkem na zrušení čl. 62 trestního zákoníku Ukrajinské SSR. V táboře fungovala organizace Hnutí odporu politických vězňů a Hel s její pomocí organizoval systematický únik písemných materiálů za zdi tábora ("Zprávy z rezervace pojmenované po Berijovi" od V. Moroze, knih O. Zalivakha, jeho výpovědí a dopisů). Po vykonání trestu musel žít nejméně 101 km od Lvova a pracoval od roku 1968 v Sambiru, zprvu jako obráběč kovů, později učitel. Tam vlastním nákladem vydal a distribuoval 11 knih ("Mezi sněhy" Valentyna Moroze s předmluvou samotného Hela "Totalitarismus, ukrajinské hnutí a Valentin Moroz", "Internacionalismus nebo rusifikace?" Ivana Dzjuby, sbírku básní Mykoly Cholodného "Výkřik z hrobu", knihu dopisů Mychajla Horyny ze zajetí a mnoho článků). Na jaře 1970 krátce působil jako učitel biologie, zeměpisu a přírodopisu v osmileté škole ve vesnici Nadyb Starosambirského okresu Lvovské oblasti, než byl propuštěn pro své politické aktivity.
Dne 7. prosince 1970 promluvil na pohřbu Ally Horské v Kyjevě, což vedlo k přísnému pokárání v práci za "absenci". V listopadu 1970 zaslal Nejvyššímu soudu Ukrajinské SSR protestní prohlášení proti rozsudku v případu Valentyna Moroze. Dne 12. ledna 1972 byl podruhé zatčen. V srpnu byl odsouzen podle čl. 62 část 2 trestního zákoníku Ukrajinské SSR na 10 let v táborech zvláštního (oddílového) režimu a 5 let vyhnanství. Byl uznán za zvlášť nebezpečného recidivistu. Trest si odpykával v Mordovii (Sosnovka) a Permském kraji (Kučino), vyhnanství - v Komijské ASSR (Trojično-Pečerský okres, obec Mylva). V lágrech se účastnil hladovek, zejména hladovky požadující status politického vězně. Jedna z jeho hladovek trvala 100 dní, když usiloval o registraci manželství se svou faktickou manželkou Marií, matkou jejich dcery Oksany (narozené v roce 1964). V roce 1975 bylo manželství zaregistrováno. Celkem hladověl více než 300 dní.
Ve vězení v 70. letech napsal a vydal vlastním nákladem knihu "Tváře kultury" v reakci na knihu "Internacionalismus, nebo rusifikace?". Propašoval ji do zahraničí a v roce 1984 vydal v Londýně pod pseudonymem Stepan Hoverya. Na Ukrajině pod skutečným jménem autora byla kniha poprvé vydána ve Lvově v roce 1993. Ivan Hel v ní podal hlubokou analýzu situace ukrajinské kultury v podmínkách ruské okupace. Po propuštění z lágru se nesměl vrátit do Lvova a přechodně pracoval jako pasák ovcí v kolchozu ve své rodné vesnici. Patřil k prvním 41 členům Ukrajinské Helsinské skupiny, založené roku 1976.
S nástupem perestrojky se počátkem roku 1987 vrátil do Lvova, kde pracoval s Vjačeslavem Čornovilem na revue Ukrajinský posel (Український вісник) jako člen redakce. Roku 1988 Hel vedl misi zástupců ukrajinské církve do Moskvy, aby zde navázali kontakt se světovými křesťanskými představiteli, kteří se sešli na oslavách tisíciletí křtu východních Slovanů. Roku 1989 byl jedním z organizátorů demonstrace ve Lvově na podporu hladovkářů ukrajinské církve, na které se sešlo 300 000 lidí. Aktivně se zapojil do hnutí za obnovu ukrajinské katolické církve na Ukrajině - tzv. Katolické akce a redigoval podzemní časopis Chrystyians'kyi holos (Christian voice), který citovaly stanice Radio Svoboda, Hlas Ameriky nebo BBC. Ukrajinská Katolická akce, jejímž byl Hel vůdcem, brzy oznámila, že nyní existuje 10 podzemních biskupů, kteří vedou asi 4 až 5 milionů tajných věřících. Svého prvního cíle dosáhli, když Gorbačov 1. prosince 1989 navštívil Vatikán a přivezl zprávu o legalizaci církve jako svého druhu oběť papeži Janu Pavlu II.
Hel byl spolu s V. Čornovilem a M. Horynou organizátorem všech protestních akcí ve Lvově a Haliči a také v Kyjevě. Byl aktivním zakládajícím členem lvovského a celoukrajinského spolku "Memorial", zakládajícím členem Lidového hnutí Ukrajiny, jakož i členem Národní a Velké rady hnutí, delegátem prvních čtyř sjezdů, a spolupředsedou (spolu s Jevhenem Sversťukem) Komise NRU pro duchovní a národní obrodu. Zorganizoval a vedl řetězovou protestní hladovku na Arbatu v Moskvě, které se od května do října 1989 zúčastnilo kolem 2 500 lidí. Demonstrace ve Lvově, kterou zorganizoval 26. listopadu 1989 a měla kolem 200 000 účastníků, požadovala nejen obnovení církve ale také Ukrajinské státnosti.
V červenci 1990 se zúčastnil audience u papeže Jana Pavla II. a byl vyznamenán papežskou medailí. V roce 1990 byl zvolen členem Lvovské oblastní rady a působil v ní do roku 1994. V roce 1991 byl organizátory osobně pozván k účasti na mezinárodní konferenci v Praze, která se konala pod symbolickým názvem "Norimberk-2" o zločinech komunistických totalitních režimů proti lidskosti a na níž vystoupil prezident Václav Havel. V témže roce 1991 byli I. Hel spolu s L. Lukjanenkem, B. Kotykem a S. Plachindou pozváni do Bruselu, kde se setkali s představiteli vedoucích stran, byli přijati předsedou parlamentu a také v centrále NATO. Poté se I. Hel spolu s o. I. Datskom setkali s předsedou Křesťanské internacionály P. Leyem. Bezprostředně po referendu v roce 1991 vedl parlamentní delegaci Ukrajiny na mezinárodní konferenci "Evropa je náš společný domov", kterou uspořádal Otto Habsburský ve Štrasburku.
V roce 1995 z iniciativy I. GHela Lvovská oblastní rada usnesením č. 65 uznala UPA za válčící stranu ve druhé světové válce a vojáky UPA a účastníky národně osvobozeneckého boje za bojovníky, což dalo desetitisícům lidí právo na zvýšení důchodů, bezplatné využívání komunálních služeb a zlepšení lékařské péče politickým vězňům a pronásledovaným osobám. Následně z tohoto rozhodnutí vycházely Ivano-Frankovská, Ternopilská, Volyňská a Rivenská oblastní rada.
Je držitelem státních vyznamenání: v lednu 2001, ke Dni aktu Zluka, mu byl udělen Řád knížete Jaroslava Moudrého V. stupně a ke Dni nezávislosti 2006 Řád knížete Jaroslava Moudrého IV. stupně; v září 2009, u příležitosti 20. výročí triumfálního výstupu UHKC z podzemí, mu prezident Viktor Juščenko udělil Řád svobody "za významný příspěvek k obnovení Ukrajinské katolické církve".
Zemřel 16. března 2011 ve Lvově a je pohřben na Lyčakovském 4. hřbitově.

### Publikace
- Stepan Hoverya (pseudonym Ivana Hela), The Facets of culture, 168 s., London, 1988
- Ivan Hel (Stepan Hoverya). Facets of culture, 216 s., Lviv: Scientific Society named after T. Shevchenko in Lviv. - 1993
- Ivan Hel (Chairman of the Organizing Committee of the scientific and practical conference, editor-in-chief of the conference materials, host and author of the introductory speech): The Tershakov family: scientist, politician, supporter of the national idea, Lviv, 2005